# Зверев, Борис Фёдорович
Борис Федорович Зверев — советский хозяйственный деятель, Герой Социалистического Труда.

## Биография
Родился в 1922 году в деревне Ульяниха. Член КПСС.
В 1939—1941 — ученик копировальщика, копировальщик управления капитального строительства, помощник вальцовщика в цехе номер 4 Кольчугинского завода по обработке цветных металлов имени Орджоникидзе.
Участник Великой Отечественной войны: пулемётчик 411-го пулемётно-артиллерийского батальона 162-го Свирского укрепленного района, чертежник-картограф инженерного батальона, стрелковой дивизии в Приморском военном округе
В 1948—1982 — подручный вальцовщика, вальцовщик в цехе номер 4 Кольчугинского завода по обработке цветных металлов имени Орджоникидзе Министерства цветной металлургии СССР.
Указом Президиума Верховного Совета СССР от 9 июня 1961 года присвоено звание Героя Социалистического Труда с вручением ордена Ленина и золотой медали «Серп и Молот».
Делегат XXIII съезда КПСС.
Умер в 1987 году в Кольчугине.

## Награды и звания
- Герой Социалистического Труда (09.06.1961)
- Орден Ленина (09.06.1961)
- Орден Отечественной войны II степени (06.04.1985)